# Юрьевка (Октябрьский район)
Ю́рьевка — деревня в Октябрьском районе Курской области России. Входит в состав Лобазовского сельсовета.

## География
Деревня находится в центральной части Курской области, в пределах Среднерусской возвышенности, в лесостепной зоне, на правом берегу реки Воробжа (левый приток реки Сейм), к югу от автодороги 38К-010, на расстоянии примерно 11 км (по прямой) к югу от Прямицыно, административного центра района. Абсолютная высота — 169 м над уровнем моря.

### Климат
Климат характеризуется как умеренно континентальный, с тёплым летом и умеренно холодной зимой. Среднегодовая температура воздуха — 5,7 °С. Средняя температура воздуха самого тёплого месяца (июля) — 18,7 °C (абсолютный максимум — 37 °С); самого холодного (января) — −9,3 °C (абсолютный минимум — −38 °С). Безморозный период длится около 152 дней в году. Среднегодовое количество атмосферных осадков составляет 563 мм, из которых большая часть выпадает в тёплый период. Снежный покров держится в течение 110—120 дней.

### Часовой пояс
Деревня Юрьевка, как и вся Курская область, находится в часовой зоне МСК (московское время). Смещение применяемого времени относительно UTC составляет +3:00.

## Население
| 2002 | 2010 |
| ---- | ---- |
| 77   | ↘53  |

### Половой состав
По данным Всероссийской переписи населения 2010 года, в половой структуре населения мужчины составляли 47,2 %, женщины — соответственно 52,8 %.

### Национальный состав
Согласно результатам переписи 2002 года, в национальной структуре населения русские составляли 100 %.

## Инфраструктура
Личное подсобное хозяйство. В деревне 34 дома.

## Транспорт
Юрьевка находится в 8 км от автодороги федерального значения М2 «Крым» (часть европейского маршрута E 105), в 2,5 км от автодороги регионального значения 38К-010 (М-2 «Крым» — Иванино, часть европейского маршрута E 38), при автодорогах межмуниципального значения 38Н-215 (38К-010 — Лебедин), 38Н-216 (38Н-215 — Юрьевка) и 38Н-774 (Лобазовка — Гремячка — Юрьевка), в 11,5 км от ближайшей ж/д станции Дьяконово (линия Льгов I — Курск).
В 108 км от аэропорта имени В. Г. Шухова (недалеко от Белгорода).